# Botelhos
Botelhos là một đô thị thuộc bang Minas Gerais, Brasil. Đô thị này có diện tích 333,666 km², dân số năm 2007 là 14853 người, mật độ 47,1 người/km².